# US Open 2019 - Doppio maschile in carrozzina
Alfie Hewett e Gordon Reid erano i campioni in carica e hanno riconquistato il titolo battendo in finale Gustavo Fernández e Shingo Kunieda con il punteggio di 1–6, 6–4, [11–9].

## Teste di serie
1. Stéphane Houdet /  Nicolas Peifer (semifinale)

1. Joachim Gérard /  Stefan Olsson (semifinale)

## Tabellone

### Legenda
| - Q = Qualificato - WC = Wild card - LL = Lucky loser | - ALT = Alternate - SE = Special Exempt - PR = Protected Ranking | - w/o = Walkover - r = Ritirato - d = Squalificato |

|  | Semifinali | Semifinali                       | Semifinali                     | Semifinali | Semifinali |  |  | Finale | Finale                           | Finale | Finale | Finale |  |
|  |            |                                  |                                |            |            |  |  |        |                                  |        |        |        |  |
|  | 1          | Stéphane Houdet Nicolas Peifer   | Stéphane Houdet Nicolas Peifer | 0          | 3          |  |  |        |                                  |        |        |        |  |
|  |            | Alfie Hewett Gordon Reid         | Alfie Hewett Gordon Reid       | 6          | 6          |  |  |        | Alfie Hewett Gordon Reid         | 1      | 6      | [11]   |  |
|  |            | Gustavo Fernández Shingo Kunieda | 6                              | 5          | [10]       |  |  |        | Gustavo Fernández Shingo Kunieda | 6      | 4      | [9]    |  |
|  | 2          | Joachim Gérard Stefan Olsson     | 2                              | 7          | [3]        |  |  |        |                                  |        |        |        |  |